# 오시리스-렉스
오시리스-렉스 (OSIRIS-REx) 또는 기원, 스팩트럼 해석, 자원 식별, 안전, 표토 탐색기(영어: Origins, Spectral Interpretation, Resource Identification, Security, Regolith Explorer)는 소행성을 탐사하여 표본을 지구로 가져오기 위하여  NASA에 의하여 발사된 우주 탐사선이다. OSIRIS-REx는 주노와 뉴 허라이즌스를 잇는 뉴 프런티어 계획의 세 번째 탐사선이다. 2016년 9월 8일 발사되어 C형 소행성 101955 베누(1999 RQ36)에서 표본을 채취하여 2023년 9월 23일, 표본이 실린 캡슐이 지구로 무사히 귀환하였다. 이 표본에 의하여 과학자들이 태양계의 형성과 진화에서 행성이 형성될 때와 생명의 기원인 유기 화합물의 출처에 대해 더 많은 것을 알 수 있게 될 것으로 예상되고 있다. 이 탐사에 소요된 비용은 약 8억 달러인데 이는 발사체 비용인 1억 8350만 달러가 포함되지 않은 금액이다.

## 탐사 일정
- 2016년 9월 8일 : UTC 23시 05분에 발사.[4]
- 2017년 9월 22일 : 지구 근접 통과
- 2018년 12월 : 101955 베누 도착
- 2021년 5월 10일 : 표본을 갖고 지구로 출발
- 2023년 9월 23일 : 캡슐만 지구로 귀환, 이후 임무가 연장되어 소행성 아포피스 탐사 미션 오시리스-아펙스(OSIRIS-APEX, APophis EXplorer)를 수행할 예정
- 2029년 4월 21일 : 아포피스와 조우한 이후 18개월간 소행성 궤도를 선회하면서 샘플을 채취할 예정

## 역사
2020년 10월 소행성 베누에 성공적으로 착륙해서 토양 샘플을 채취했다. 이로 인해 미국의 나사는 일본의 하야부사(일본어: 隼, 정식 명칭: MUSES-C)에 이어 세계 두 번째로 소행성에서 토양 샘플을 채취한 우주선을 성공시켰다.

## 같이 보기
- 생명의 기원
- 하야부사
- 하야부사 2호
- 우주선이 방문한 소행성체와 혜성 목록